# Sparkasse Unna
Die Sparkasse Unna war eine öffentlich-rechtliche Sparkasse mit Sitz in Unna in Nordrhein-Westfalen. Ihr Geschäftsgebiet umfasste das Stadtgebiet der Stadt Unna und das Gebiet der Gemeinde Holzwickede. Mit 12 Geschäftsstellen war sie flächendeckend in Unna und Holzwickede vertreten. Die vollständige Firmierung gemäß Handelsregister lautete Kreis- und Stadtsparkasse Unna, Zweckverbandssparkasse des Kreises Unna, der Stadt Unna und der Gemeinde Holzwickede. Die Sparkasse Unna fusionierte zum 1. Januar 2013 mit der Städtischen Sparkasse Kamen zur Sparkasse UnnaKamen.
Die ehemalige Sparkasse Unna entstand 1968/1969 aus der Fusion der Städtischen Sparkasse Unna, der Amtssparkasse Unna-Kamen und der Kreissparkasse des Landkreises Unna in Hamm.

## Organisationsstruktur
Die Sparkasse Unna war eine Anstalt des öffentlichen Rechts. Träger der Sparkasse war der Sparkassenzweckverband, der von der Kreisstadt Unna, dem Kreis Unna und der Gemeinde Holzwickede gebildet wurde. 
Rechtsgrundlagen war das Sparkassengesetz des Landes Nordrhein-Westfalen und die durch den Verwaltungsrat der Sparkasse erlassene Satzung.
Die Organe der Sparkasse waren der Verwaltungsrat und der Vorstand. Organe des Sparkassenzweckverbandes als Träger waren die Zweckverbandsversammlung und der Verbandsvorsteher.
Die Aktivitäten der Sparkasse gliederten sich in einen Privat- und einen Firmenkundenbereich mit verschiedenen zentral bzw. regional angesiedelten Kompetenzcentern. Zusätzlich zum klassischen Bankgeschäft hat die Sparkasse eine Versicherungsagentur sowie eine Immobilienvermittlung betrieben. Die Sparkasse Unna war Mitglied des Sparkassenverbandes Westfalen-Lippe (SVWL).

## Geschäftsausrichtung
Die Sparkasse Unna hat als Sparkasse das Universalbankgeschäft betrieben. Sie war mit einem Marktanteil von über 50 % der Privatkunden Marktführer in diesem Geschäftsgebiet und einer der wichtigsten Kreditgeber für die regionale Wirtschaft.
Im Verbundgeschäft arbeitete das Kreditinstitut hauptsächlich mit der LBS (Westdeutsche Landesbausparkasse), der DekaBank, der S-Kreditpartner GmbH und der Westfälischen Provinzial Versicherung zusammen.

## Arbeit und Ausbildung
Die Sparkasse Unna war in ihrem Geschäftsgebiet der größte Arbeitgeber im Kreditgewerbe. Neben den klassischen Ausbildungsgängen zum Bankkaufmann/zur Bankkauffrau oder zum Kaufmann/zur Kauffrau für Versicherungen und Finanzen hat die Sparkasse Unna seit dem Jahr 2012 auch ein duales Studium angeboten.

## Gesellschaftliches Engagement
Die Sparkasse hat durch ihren öffentlichen Auftrag eine besondere Verantwortung für die Entwicklung der Region übernommen. Deshalb förderte sie das öffentliche Leben in ihrem Geschäftsgebiet, insbesondere soziale Einrichtungen, Kultur und Sport. Jährlich erhielten über 300 Vereine und Einrichtungen, die für die Bürger in Unna und Holzwickede tätig sind, rund 1,5 Mio. Euro Spenden und Sponsoringgelder. Zusätzlich unterstützen die beiden sparkasseneigenen Stiftungen, die Kulturstiftung und die Stiftung Zukunft, Projekte in der Region.

### Kulturstiftung
Die Sparkasse Unna unterhält seit 1989 anlässlich des 150-jährigen Jubiläums eine eigene Stiftung zur Förderung von Kunst und Kultur. Gefördert werden insbesondere der künstlerische Nachwuchs, der Erhalt von Baudenkmälern und die Förderung sonstiger Kulturobjekte im Geschäftsgebiet der Altsparkasse Unna.
Das Stiftungskapital betrug am 1. Januar 2012 744.000 Euro.
Zur Förderung junger bildender Künstler aus der Region vergibt die Stiftung unter anderem seit 1992 jährlich ein Stipendium in Höhe von 5.555 Euro.
Vorsitzender des Kuratoriums ist Michael Hoffmann, Vorsitzender des Verwaltungsrates der Altsparkasse Unna. Der Stiftungsvorstand besteht aus Klaus Moßmeier, Sparkassendirektor, und Werner Kolter, Bürgermeister der Kreisstadt Unna.

### Stiftung Zukunft
Anlässlich des 160-jährigen Jubiläums der Sparkasse Unna wurde 1999 eine weitere Stiftung gegründet – die Stiftung Zukunft. Sie initiiert und fördert Projekte und Maßnahmen, die die Innovations- und Zukunftsfähigkeit ihrer Region stärken. Hierzu gehören insbesondere die Förderung von Erziehung und Bildung, Wissenschaft und Forschung, öffentlichem Gesundheitswesen und der Völkerverständigung. Das Stiftungskapital betrug am 31. Dezember 2010 726.000 Euro.
Aktuelle Schwerpunkte der Stiftungsarbeit sind Projekte, die sich mit dem demografischen Wandel in der Region bzw. mit der Phase des Überganges von der Schule in die Berufswelt beschäftigen.
Vorsitzender des Kuratoriums ist hier Michael Makiolla, Landrat des Kreises Unna. Der Stiftungsvorstand setzt sich aus Klaus Moßmeier, Sparkassendirektor, und Jenz Rother, Bürgermeister der Gemeinde Holzwickede, zusammen.

## Geschichte
Am 11. November 1839 entstand durch die Erteilung des „Statutes“ durch den Oberpräsidenten in Münster die Spar-Casse zu Unna. Im darauf folgenden Jahr, am 1. Januar 1840, nahm die Spar-Casse zu Unna ihren Geschäftsbetrieb auf. Ihren ersten Kunden verzeichnete die Spar-Casse zu Unna am 8. Januar 1840, den Fröndenberger Maurermeister Fritz Heide.
Erster Rendant (Leiter) war der Ratsherr Weymann, in dessen Privaträumen die Sparkasse zu diesem Zeitpunkt untergebracht war.
Am Ende des ersten Geschäftsjahres waren bereits 76 Sparer vorhanden, bei denen eine Gesamtsparleistung von 5.828 Reichsthalern, 24 Silbergroschen und 11 Pfennig gezählt wurde.
Im Jahr 1841 wurde der Textilkaufmann Eduard Josephson zum neuen Rendanten der Sparkasse gewählt, die er dann insgesamt 30 Jahre in seinem Haus führte.
Die „Sparkasse des Amts Unna-Camen“ wurde am 1. Oktober 1865 gegründet. Vorausgegangen war ein Beschluss der Gemeindeväter von Obermassen am 2. Juli 1863, der Amtsversammlung die Gründung einer Sparkasse nahezulegen.
Im Jahre 1871 übernahm Wilhelm Kettling die Rendantur der Unnaer Spar-Casse und führte die Geschäfte in einem Hofanbau seines Hauses weiter. Sein Sohn Karl folgte ihm in diesem Amt im Jahr 1892.
1894 siedelte die Städtische Sparkasse Unna in das an der Ecke Markt/Bahnhofstraße gelegene „Alte Rathaus“ über. Die Räumlichkeiten ließen jedoch an Brauchbarkeit und Zwecksmäßigkeit zu wünschen übrig.
Bereits 1898 gelang es der Sparkasse das Gebäude Bahnhofstraße 40 zu erstehen. Nachdem es zunächst als Postgebäude diente, beherbergte es zuletzt das in Konkurs gegangene Bankhaus Herbrecht.
1932 bezog man das ehemalige Geschäftsgebäude der Unnaer Bank und späteren Ruhr-Hellweg-Bank an der Bahnhofstraße 45.
In den Jahren nach der Jahrhundertwende kam es zu ersten Versuchen, Kunden in ihrem Wohnbezirk „aufzusuchen“. Im Zuge dieser Aktivitäten wurden in einigen Gemeinden des Amtes Unna-Camen Annahmestellen errichtet – Keimzellen der späteren Zweigstellen – unter anderem im Jahr 1909 in Massen. Die erste Zweigstelle in Königsborn, in der Fliederstraße 12 a, eröffnete die Sparkasse Unna 1955. 1961 folgten darauf die Zweigstellen an der Hertinger Straße, der Friedrich-Ebert-Straße, der Wasserstraße und der Massener Straße, die bis zum Ende 1964 fertiggestellt worden waren. Eine weitere Geschäftsstelle eröffnete 1974 im Neubaugebiet der Berliner Allee.
Im Rahmen der kommunalen Neuordnung ergab sich in den Jahren 1968/1969 für die Städtische Sparkasse Unna, die Amtssparkasse Unna-Kamen und die Kreissparkasse des Landkreises Unna in Hamm die Notwendigkeit zur Fusion. Hierdurch entstand die Sparkasse Unna. Die neue Sparkasse bezog ihre Hauptstelle in der Bahnhofstraße 37.
Der notwendig gewordene Erweiterungsbau des Hauptstellengebäudes wurde im Jahr 1980 eröffnet. Damit gab die Sparkasse dem nördlichen Auslauf der Fußgängerzone ihr heutiges Gesicht.
1996/1997 eröffnete die Sparkasse Unna den Neubau ihrer größten Filiale in der Hauptstraße in Holzwickede und konzentrierte dort ihr Angebot, das bis dahin auf drei kleinere, in der Nähe liegende Geschäftsstellen verteilt war.